# Les deux font le père
Les deux font le père (France) ou Voyage au fond du père (Québec) (Homer's Paternity Coot) est le 10e épisode de la saison 17 de la série télévisée d'animation Les Simpson.

## Synopsis
Un facteur est retrouvé congelé depuis des années, son courrier est distribué et une lettre pour Mona, la mère d'Homer, est donnée à Homer : il se peut qu'Abraham ne soit pas le vrai père d'Homer. Homer fait des recherches et tombe sur un homme riche possédant un bateau, cet autre père parait plus agréable et intéressant que Abraham et le reste de la famille s'y attache très vite jusqu'à oublier Abraham. Après un test ADN Abraham, réalisant qu'Homer était plus heureux avec l'autre, échange les étiquettes des flacons de sang pour faire croire qu'Abraham n'était pas le vrai père. À la fin la famille se rendra compte du contraire.